# Саул Кравіотто
Саул Кравіотто  (ісп. Saúl Craviotto, 3 листопада 1984) — іспанський веслувальник, дворазовий олімпійський чемпіон, олімпійський медаліст, триразовий чемпіон світу.

## Виступи на Олімпіадах
| Олімпіада           | Дисципліна                    | Місце |
| ------------------- | ----------------------------- | ----- |
| Пекін 2008          | байдарка-двійка, 500 метрів   | 1     |
| Лондон 2012         | байдарка-одиночка, 200 метрів | 2     |
| Ріо-де-Жанейро 2016 | байдарка-двійка, 200 метрів   | 1     |
| Ріо-де-Жанейро 2016 | байдарка-одиночка, 200 метрів | 3     |
| Токіо 2020          | байдарки-одиночки, 200 метрів | 5     |
| Токіо 2020          | байдарки-четвірки, 500 метрів | 2     |
| Париж 2024          | байдарки-четвірки, 500 метрів | 3     |